# Pont de Saint-Jean
Pour les articles homonymes, voir Pont Saint-Jean.
Le pont de Saint-Jean est un pont routier sur la Sarine, situé dans le canton de Fribourg, en Suisse.

## Situation
Le pont de Saint-Jean est l'un des trois ponts de la Basse-Ville de Fribourg avec celui du Milieu et celui de Berne, tous deux situés en aval.

## Histoire
Le premier pont de Saint-Jean est construit en bois et couvert. Le pont actuel date, quant à lui, de 1746. Il est entièrement refait à neuf en 1988 et une statue d'André Bucher y est placée en 1992.
En 2020 le pont de Saint-Jean est à nouveau rénové avec la pose d’une nouvelle étanchéité, la pose d’un nouveau pavage, la mise en place de drains longitudinaux entre l’étanchéité et le pavage, l'amélioration du concept d’évacuation des eaux de surface et les remises en état ponctuelles de la maçonnerie de pierre naturelle.
Ce pont fait partie des Biens culturels d'importance nationale dans le canton de Fribourg au moins depuis l'inventaire de 1995.

## Sources bibliographiques
- Pierre Delacrétaz, Fribourg jette ses ponts, Chapelle-sur-Moudon, éditions Ketty et Alexandre, 1990.